# Hans-Jörn Arp

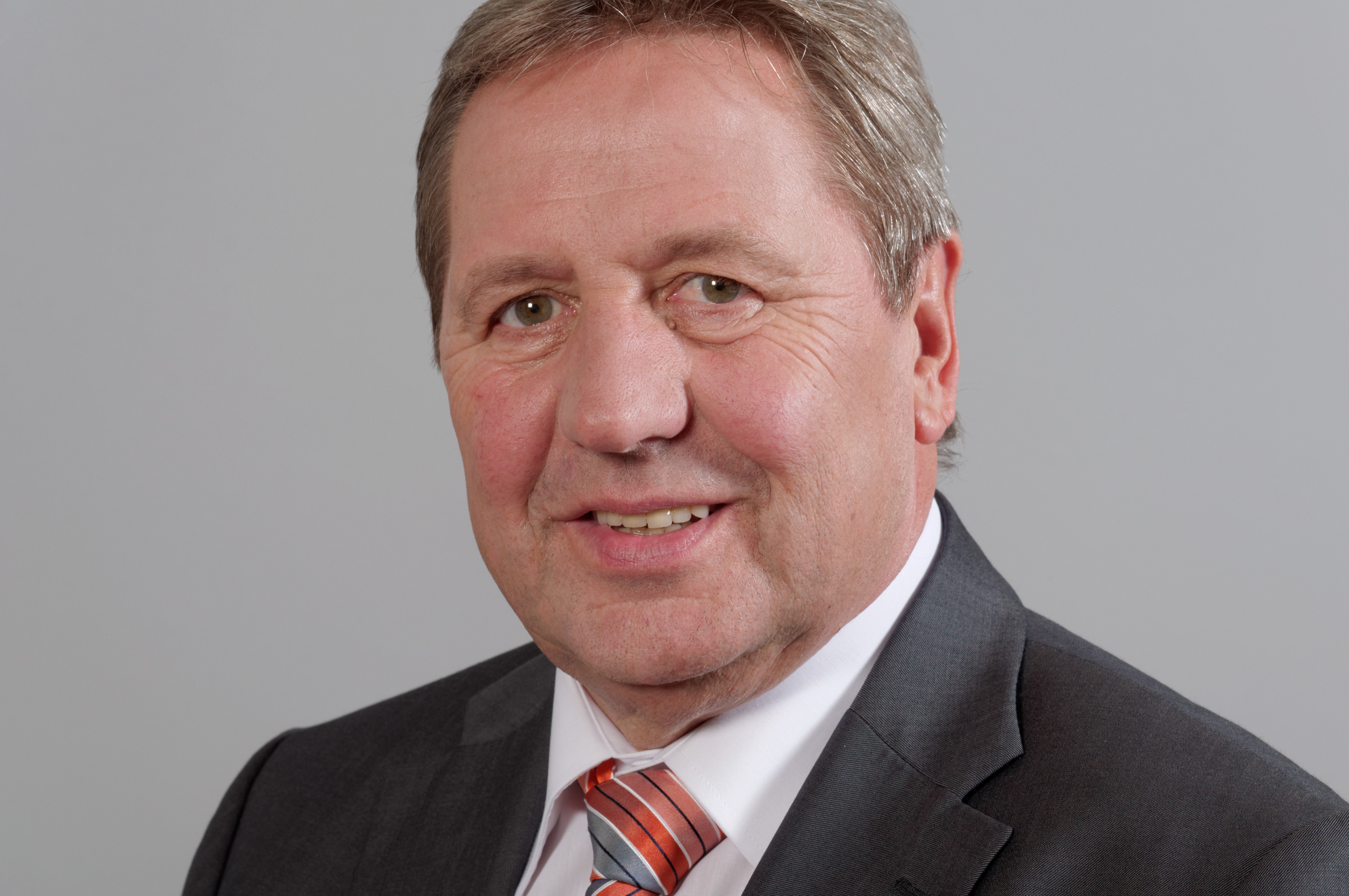
Hans-Jörn Arp (2013)

Hans-Jörn Arp (* 6. August 1952 in Wacken) ist ein deutscher Politiker (CDU). Er war von 2000 bis 2022 Abgeordneter des Landtages von Schleswig-Holstein.
Zudem war er von 2012 bis 2022 Parlamentarischer Geschäftsführer der CDU-Fraktion im Schleswig-Holsteinischen Landtag.

## Leben und Beruf
Als Absolvent der Hotelfachschule Tegernsee übernahm Arp 1979 den Landgasthof Zur Post in Wacken von seinen Eltern, welchen er 2009 an seinen Sohn Torsten weitergab. Seit 1974 gehört Arp dem Aufsichtsrat der heutigen Volksbank Raiffeisenbank Itzehoe an, deren Aufsichtsratsvorsitzender er von 1988 bis 2008 war.
Hans-Jörn Arp ist verheiratet und hat drei Kinder.

## Politik
Im Alter von 16 Jahren trat Hans-Jörn Arp der Jungen Union Deutschlands bei und gründete 1970 den JU-Ortsverband Wacken. 1972 trat er in die CDU ein. Zwischen 1978 und 1994 war Arp Gemeindevertreter in Wacken. Von 1982 bis 1994 war er sowohl Finanzausschussvorsitzender der Gemeinde Wacken, als auch Finanzausschussvorsitzender im Amtsausschuss des Amtes Schenefeld.
Von 2000 bis 2012 führte er als Kreisvorsitzender den CDU-Kreisverband Steinburg und ist seit 2006 Schatzmeister der CDU Schleswig-Holstein.
Seit der 15. Wahlperiode ist Hans-Jörn Arp Mitglied des Landtages.
Bei der Landtagswahl im Februar 2000 wurde Arp erstmals als Abgeordneter in den Schleswig-Holsteinischen Landtag gewählt, wo er stellvertretender Vorsitzender des Finanzausschusses wurde und tourismuspolitischer Sprecher seiner Fraktion war.
Bei der Wahl im Februar 2005 für die 16. Wahlperiode wurde Arp erneut in den Landtag gewählt. Er war zwischen 2005 und 2009 Vorsitzender des Wirtschaftsausschusses, Vorsitzender des Parlamentarischen Untersuchungsausschusses HSH Nordbank und zudem verkehrspolitischer Sprecher der Fraktion.
Mit seiner Wiederwahl in den Landtag im September 2009 bekleidete er das Amt des stellvertretenden Vorsitzenden der CDU-Fraktion und des stellvertretenden Vorsitzenden des Wirtschaftsausschusses. Seine Funktion als verkehrspolitischer Sprecher behielt er in der 19. Wahlperiode bis Juni 2022 bei.
Von 2010 bis 2012 war Arp Beauftragter der Landesregierung für den Mittelstand.
Im Mai 2012 wurde er für die 18. Wahlperiode erneut in den Landtag gewählt. Seitdem ist er Parlamentarischer Geschäftsführer der CDU-Landtagsfraktion.
Bei der Landtagswahl 2017 zog Hans-Jörn Arp mit 45,8 Prozent der Erststimmen als direkt gewählter Abgeordneter des Wahlkreises Steinburg-West für die 19. Wahlperiode erneut in den Landtag ein. Damit erzielte er von allen CDU-Direktkandidaten das beste Ergebnis.
Nach der Wahl wurde Arp als Parlamentarischer Geschäftsführer bestätigt, er war zudem der verkehrspolitische Sprecher der CDU-Fraktion. Des Weiteren war Arp stellvertretendes Mitglied im Finanz- und Wirtschaftsausschuss.
Bei der Landtagswahl 2022 kandidierte er nicht erneut.

## Gesellschaftliches Engagement
Seit 2009 ist er Mitglied im Stiftungsrat der W:O:A-Foundation.
Gemeinsam mit dem ehemaligen Ministerpräsidenten Schleswig-Holsteins Peter Harry Carstensen (CDU), Peter Ramsauer (CSU), Wolfgang Kubicki (FDP) und anderen Persönlichkeiten aus Politik, Sport und Gesellschaft setzt sich Hans-Jörn Arp für eine rechtssichere Regulierung von Sportwetten in Deutschland ein.
2012 wurde ihm das Ehrenkreuz der Bundeswehr in Gold verliehen.